# Centovalli (gmina)
Centovalli (lmo. Cent Vai) – miejscowość i gmina w południowej Szwajcarii, w kantonie Ticino, w okręgu (distretto) Locarno, w powiecie (circolo) Melezza. 25 października 2009 do gminy przyłączono gminy Borgnone, Intragna i Palagnedra.

## Demografia
W Centovalli mieszka 1102 osób. W 2021 roku 9% populacji gminy stanowiły osoby urodzone poza Szwajcarią. 

## Transport
Przez teren gminy przebiega droga główna nr 560.